# Мельник, Дмитрий Никанорович
Дми́трий Никано́рович Ме́льник (24 сентября [7 октября] 1912, с. Снитовка, Подольская губерния, Российская империя — 5 февраля 1969, Липецк, РСФСР) — советский государственный и партийный деятель, первый секретарь Сахалинского областного (1945—1951) и Приморского краевого (1952—1955) комитетов КПСС.

## Биография
В 1932 году окончил Краснодарский агрохимический институт. Член ВКП(б) с 1937 года.
- 1932—1933 гг. — ассистент-агротехник Артёмовской сельскохозяйственной опытной станции,
- 1933—1934 гг. — заведующий отделом производства и зарплаты, заместитель председателя Донецкого областного бюро машинно-тракторных станций Донецкого областного комитета профсоюза работников зверосовхозов,
- 1934—1937 гг. — в войсках НКВД, где выдвигается секретарём бюро ВЛКСМ; затем в Управлении НКВД по Дальневосточному краю
- 1937—1939 гг.— на комсомольской работе: первый секретарь Хабаровского городского комитета ВЛКСМ, секретарь Хабаровского областного комитета ВЛКСМ, секретарь Хабаровского краевого комитета ВЛКСМ.,
- май 1939—1940 гг. — секретарь Комсомольского-на-Амуре городского комитета ВКП(б) по кадрам,
- 1940—1944 гг. — председатель Комсомольского-на-Амуре горисполкома,
- 1944—1945 гг. — заместитель председателя Хабаровского крайисполкома,
- июль 1945—1951 гг. — первый секретарь Сахалинского областного комитета ВКП(б), с 17 марта 1949 г.[1] до 29 мая 1950 г.  совмещал с должностью 1-го секретаря Южно-Сахалинского горкома (затем эту должность занял А. М. Попов)[2]
- 15 июня 1951 — пятым пленумом обкома освобождён от обязанностей 1-го секретаря и члена бюро обкома в связи с выездом на учёбу[3]
- 1951—1952 гг. — инструктор ЦК ВКП(б).

С сентября 1952 по март 1955 — первый секретарь Приморского краевого комитета КПСС.
В дальнейшем работал секретарём Липецкого обкома КПСС, заместителем председателя Липецкого облисполкома.
Член ЦК КПСС (1952—1956). Депутат Верховного Совета СССР 2−4-го созывов.

Надгробный памятник
Д. Н. Мельнику

Умер в Липецке и был похоронен на городском Евдокиевском кладбище.

## Награды и звания
Награждён орденами Трудового Красного Знамени и «Знак Почёта», а также медалями.